# Another Suitcase in Another Hall
Another Suitcase in Another Hall – singel nagrany przez szkocką piosenkarkę Barbarę Dickson na album koncepcyjny Evita z 1976 roku, będący podstawą musicalu o tym samym tytule. W 1996 amerykańska piosenkarka Madonna nagrała utwór ponownie na ścieżkę dźwiękową do filmu Evita w którym zagrała główną rolę. W 1997 został wydany na trzecim i ostatnim singlu promującym to wydawnictwo.
Piosenka nie odniosła sukcesu na listach przebojów. Jedynie w Belgii i Wielkiej Brytanii dotarła do pierwszej dziesiątki.